# June Huh
June E Huh (Stanford, 1983) è un matematico statunitense, vincitore della medaglia Fields nel 2022.

## Biografia
Huh nacque a Stanford da genitori sudcoreani che lì stavano completando i loro studi. La famiglia tornò a Seul quando Huh aveva 2 anni: il padre insegnava statistica, la madre era una professoressa di letteratura russa.
Dei cattivi risultati alle scuole elementari lo convinsero di non essere portato per la matematica. All'età di 16 anni, durante il suo primo anno di superiori (che in Corea del Sud durano tre anni), abbandonò la scuola per concentrarsi sulla composizione di poesie.
Ripresi gli studi, s'iscrisse all'Università Nazionale di Seul per studiare fisica e astronomia. Spesso però saltava le lezioni e dovette ripetere diversi corsi.
Nel suo sesto anno d'università trovò la sua strada seguendo un corso di geometria algebrica del matematico giapponese Heisuke Hironaka, vincitore della medaglia Fields nel 1970.
Laureatosi alla fine del sesto anno, conseguì la laurea magistrale nello stesso ateneo e si trasferì negli Stati Uniti per il dottorato di ricerca, cominciato all'Università dell'Illinois - Urbana-Champaign e completato all'Università del Michigan nel 2014.
Dal 2021 è professore all'Università di Princeton. Nel 2022 ha vinto la medaglia Fields "per avere portato le idee della teoria di Hodge in combinatoria, la dimostrazione della congettura di Dowling-Wilson per i reticoli geometrici, la dimostrazione della congettura di Heron-Rota-Welsh per le matroidi, lo sviluppo della teoria dei polinomi di Lorentz e la dimostrazione della congettura forte di Mason".